# Vinícius Munhoz
Vinícius da Cunha Munhoz (Santa Maria, 11 de dezembro de 1978), mais conhecido como Vinícius Munhoz, é um treinador de futebol brasileiro. Atualmente está no Mirassol.

## Carreira
Gaúcho de Santa Maria, Rio Grande do Sul, é formado em Educação Física na UFSM e pós-graduado em Treinamento Desportivo na Universidade Gama Filho. Hoje, é mestrando em Políticas Públicas e Gestão Educacional, também na Universidade Federal de Santa Maria.
Sua carreira profissional teve inicio no ano de 2000 como preparador físico do time de juniores do Esporte Clube Internacional de Santa Maria, que disputou o Campeonato Gaúcho de Futebol da categoria. Ainda em 2000, Munhoz trabalhou como assistente de preparação física do time profissional do Inter-SM, que jogou a Divisão de Acesso do Campeonato Gaúcho e a Copa João Havelange, módulo branco (Série C).
Entre 2001 e 2002, atuou como assistente de preparação física do time profissional do Inter-SM, que disputou a Divisão de Acesso do Campeonato Gaúcho, além de atuar como preparador físico da equipe de juniores no Campeonato Estadual e na 1ª Copa Coração do Rio Grande no ano de 2002.
Durante 2003, estagiou com Moraci Sant'anna na equipe profissional do Sport Club Corinthians Paulista, que disputou o Campeonato Paulista e a Copa Libertadores da América. Logo após, foi convidado pelo Grêmio Foot-Ball Porto Alegrense para atuar como preparador físico da equipe gaúcha. No time, participou do Campeonato Brasileiro e Copa Sul-Americana durante 2003, e em 2004 atuou junto ao clube no Campeonato Estadual, Copa do Brasil e Campeonato Brasileiro.
No inicio de 2005, Vinícius foi convidado pela Confederação Brasileira de Futebol para ser preparador físico e assistente técnico da Seleção Brasileira de Futebol Feminino Sub-20, Campeã Sul-Americana da categoria no Chile e terceira colocada na Copa do Mundo de Futebol Feminino Sub-20, competição organizada pela FIFA, que aconteceu na Rússia. Ele também foi o preparador fisico da Seleção Brasileira de Futebol Feminino Adulta, na disputa dos Jogos Olímpicos de Pequim e Londres ao lado do técnico Jorge Barcellos, prestando serviços para a CBF até o ano de 2006.
Entre 2007 e 2008, esteve à frente da Preparação Física do Clube Esportivo de Bento Gonçalves na Série C do Campeonato Brasileiro e no Campeonato Gaúcho. Também em 2008 recebeu convite para coordenar novamente a preparação física da Seleção Brasileira de Futebol Feminino que participou das Olimpíadas de Pequim 2008.
Entre 2009 e 2010, atuou como preparador físico e assistente técnico do Saint Louis Athletica, equipe de futebol feminino americana da cidade de Saint Louis, estado do Missouri. A equipe disputou a Women's Professional Soccer, conquistando o 2º lugar na Regular Season 2009 (fase de pontos corridos) e o 3º lugar na fase de playoffs.
Vinícius também exerceu a função de coordenador técnico do Fragata Futebol Clube, de Pelotas, e dirigiu as equipes sub-20 e também profissional do Audax (2013 a 2015), e Mirassol Futebol Clube (2016), time que chegou às oitavas de final da Copa São Paulo de Futebol Júnior de 2016.
Entre 2017 e 2018, atuou como treinador do Esporte Clube Internacional de Santa Maria, time onde começou sua carreira. Em duas temporadas bem sucedidas, o time chegou às semifinais da Divisão de Acesso do Campeonato Gaúcho.
Em 2018, assinou contrato com a Ferroviária de Araraquara.

## Premiações
- XVI Troféu Desportivo de Santa Maria, Fundação de Esporte e Lazer do Rio Grande do Sul/ FUNDERGS.
- Medalha de Mérito Esportivo,[13] Prefeitura Municipal de Santa Maria.